# Imposta sul valore locativo
L'imposta sul valore locativo era un tributo comunale istituito con decreto 28 giugno 1866, modificato dal regio decreto n. 1175 del 1931 e definitivamente abrogato con la riforma tributaria del 1974. Essa colpiva il valore locativo dei locali adibiti ad abitazione e delle loro pertinenze (giardini, parchi, cortili).

## Storia
Istituita nel 1866 in favore dei comuni, prevedeva all'origine una aliquota progressiva dal 4 al 10% del valore locativo dell'immobile, accertato o presunto. Secondo taluni storici era un tributo irrazionale ed antisociale perché costringeva le famiglie povere e numerose a vivere in spazi angusti, a scapito dell'igiene. Altri la consideravano una delle migliori imposte esistenti perché basandosi sul fitto dell'abitazione (cioè sopra un dato certo) non aveva i difetti che le altre contribuzioni allora esistenti avevano.
Il regio decreto legge n. 374 del 1921 diede facoltà ai comuni, esclusivamente per l'anno 1921, di applicare l'imposta con aliquote doppie previa approvazione della giunta provinciale amministrativa. Con i RR. DD. n.1724/1921 e n. 1388/1922, le disposizioni del R.D.L. n. 374/1921 furono prorogate anche per gli anni 1922 e 1923.
Il regio decreto n. 826 del 1923 vietò la modifica dei regolamenti comunali della tassa nella parte inerente alle aliquote, se non per apportare riduzioni della tariffa stessa, disponendo anche che i nuovi accertamenti, in mancanza di contratti di affitto, dovevano desumersi dal reddito accertato ai fini dell'imposta statale sui fabbricati.
Nel 1923, il regio decreto legge del 20 dicembre (n. 3063) abolì il tributo, assieme all'imposta di famiglia, con decorrenza dal 1º gennaio 1925, sostituendolo con un'addizionale alla imposta complementare di Stato sul reddito globale del contribuente. Le numerose preoccupazioni delle amministrazioni comunali che ne seguirono indussero il Governo ad emanare il R.D. n. 759 del 1924 in base al quale veniva disposto che i comuni che non ritenessero sufficiente alle esigenze del proprio bilancio l'addizionale all'imposta complementare, potevano essere autorizzati a riscuotere fino a tre quarti delle somme dovute al comune a titolo di imposta sul valore locativo.
Il regio decreto legge 20 ottobre 1925 (n. 1944) abolì l'addizionale reintroducendo interamente l'imposta come istituita nel 1866.
La riforma della finanza locale operata nel 1931 tentò di attenuarne le conseguenze sui ceti bassi dividendo le tariffe per valore locativo e tipologie di comune ed introducendo, in omaggio alla politica demografica fascista, la riduzione dell'imposta dovuta del 5% per ogni figlio convivente ed a carico di età inferiore ai 20 anni.
Nel 1929 l'imposta sul valore locativo fu applicata da 602 comuni; gli altri 6706 comuni continuarono ad applicare il fuocatico. In quello stesso anno il carico minimo del tributo per abitante, rilevato nei comuni con popolazione inferiore ai 5.000 abitanti, fu di lire 4,48, mentre quello massimo, rilevato nei comuni con popolazione superiore ai 200.000 abitanti, fu di lire 17,66.

## Determinazione dell'imposta
Base dell'imposta era l'ammontare del fitto che rappresentava il valore locativo degli immobili. Esso poteva essere "reale" se era risultante da contratti di locazione regolarmente registrati, o "presunto" quando non vi erano contratti di locazione o l'immobile era abitato dagli stessi proprietari. La determinazione del fitto "presunto", dettata dall'art. 104, si effettuava usando la stessa base imponibile dell'imposta statale sui fabbricati.
Le aliquote massime da poter applicare erano regolate dall'art. 101, in base alla fascia di valore locativo ed alla grandezza del comune secondo la seguente tabella:
| Classi di Comuni          | Prima fascia aliq. max 5% | Seconda fascia aliq. max 6% | Terza fascia aliq. max 7% | Quarta fascia aliq. max 8% | Quinta fascia aliq. max 9% |  |
| Classe A: valore locativo | fino a L. 10.000          | da L. 10.001 a 20.000       | da L. 20.001 a 40.000     | da L. 40.001 a 80.000      | oltre L. 80.000            |  |
| Classe B: valore locativo | fino a L. 8.000           | da L. 8.001 a 16.000        | da L. 16.001 a 32.000     | da L. 32.001 a 64.000      | oltre L. 64.000            |  |
| Classe C: valore locativo | fino a L. 7.000           | da L. 7.001 a 14.000        | da L. 14.001 a 28.000     | da L. 28.001 a 56.000      | oltre L. 56.000            |  |
| Classe D: valore locativo | fino a L. 5.000           | da L. 5.001 a 10.000        | da L. 10.001 a 20.000     | da L. 20.001 a 40.000      | oltre L. 40.000            |  |
| Classe E: valore locativo | fino a L. 4.000           | da L. 4.001 a 8.000         | da L. 8.001 a 16.000      | da L. 16.001 a 32.000      | oltre L. 32.000            |  |
| Classe F: valore locativo | fino a L. 3.000           | da L. 3.001 a 6.000         | da L. 6.001 a 12.000      | da L. 12.001 a 24.000      | oltre L. 24.000            |  |
| Classe G: valore locativo | fino a L. 2.000           | da L. 2.001 a 4.000         | da L. 4.001 a 8.000       | da L. 8.001 a 16.000       | oltre L. 16.000            |  |
| Classe H: valore locativo | fino a L. 1.500           | da L. 1.501 a 3000          | da L. 3.001 a 6.000       | da L. 6.001 a 12.000       | oltre L. 12.000            |  |
| Classe I: valore locativo | fino a L. 1.000           | da L. 1.001 a 2.000         | da L. 2.001 a 4.000       | da L. 4.001 a 8.000        | oltre L. 8.000             |  |

L'imposta era dovuta annualmente da chi usufruiva dello stabile soggetto al tributo.

## Esenzioni e riduzioni
Erano esenti dall'imposta (art.108):
1. i palazzi e le villeggiature facenti parti della dotazione della Corona o usati dai Principi della Famiglia Reale;
2. le abitazioni degli ambasciatori ed agenti diplomatici delle nazioni estere;
3. le abitazioni degli agenti consolari non regnicoli, né naturalizzati, purché vi fosse parità di trattamento negli Stati dai quali dipendevano e purché non esercitassero nel Regno un'attività economica;
4. le case che non erano fornite di mobili per alcun periodo dell'anno;
5. le costruzioni rurali destinate esclusivamente all'abitazione dei coltivatori e al ricovero del bestiame o alla conservazione e prima manipolazione dei prodotti agrari;
6. le abitazioni dei funzionari dello Stato che, per ragioni del loro ufficio, risiedevano in alloggi a fitto ridotto o a titolo gratuito limitatamente al numero dei vani destinati ad uso di rappresentanza.

L'unica riduzione prevista nella legislazione statale era quella inerente alla detrazione del 5% dell'imposta per ogni figlio convivente ed a carico con età inferiore ai 20 anni.